# Força Aérea da República Sérvia
A Força Aérea da República Sérvia foi a força de defesa aérea da República Sérvia durante toda a Guerra da Bósnia e após o seu término. Em 2005, a Força Aérea da República Sérvia foi integrada à Força Aérea da Bósnia e Herzegovina. Em 2004, a sua estrutura contava com 4.564 militares e 42 aeronaves.

## História

### Criação
A RV i PVO VRS (Ratno Vazduhoplovstvo i Protivvazdusna Odbrana Vojske Republike Srpske/Força Aérea e Defesa Aérea do Exército da República Sérvia) foi criada em 27 de maio de 1992, com o equipamento, pessoal e as aeronaves remanescentes da Força Aérea e Defesa Aérea da Iugoslávia (JRV i PVO/Jugoslovensko Ratno Vazduhoplovstvo i Protiv Vazdusna Odbrana). A cerimónia oficial da criação da força foi na Base Aérea de Zalužani em 27 de maio de 1992.
A maioria das aeronaves de asa fixa eram da antiga 82ª Brigada de Aviação, sediada na Base Aérea de Cerklje ob Krki, na Eslovénia. Na noite de 27 de junho de 1991, estas aeronaves foram evacuadas da base na Eslovénia após a declaração de independência do país e enviadas para a Base Aérea de Zadar-Zemunik, na Croácia, com toda a equipa e os equipamentos da 474ª Base Aérea, incluindo ILS e iluminação da pista, todo equipamento, pessoal e as aeronaves foram enviados para Banja Luka a 12 de julho de 1991 e distribuídos nos Aeródromos de Mahovljani e Zalužani, na República Sérvia. Finalmente, em 11 de agosto de 1991, toda a 82ª Brigada de Aviação foi enviada para a Base Aérea de Mahovljani.
A  74ª Vazduhoplovna Baza (Base Aérea) da RV i PVO VRS, sediada na Base Aérea de Mahovljani, era formada por três esquadrões. O 27º LBaE (Lovačko Bombarderska Eskadrila/Esquadrão de Caças-bombardeiros, antiga 237ª LBaE), formado por jatos de ataque J-21 Jastreb, o 28º LBaE Risovi Vrbasa (Linces de Vrba, antiga 238ª LBaE), formada por jatos de ataque J-22 Orao e o 351º IaE (Esquadrão de Reconhecimento), formado por jatos IJ-21 Jastreb, J-22 Orao e IJ-22 Orao.
As aeronaves de asa rotativa eram, em parte, da 111ª Brigada de Aviação, sediada na Base Aérea de Zagreb-Pleso (Croácia), formada pelo 679º Esquadrão de Transporte, equipado com aeronaves de transporte russas Antonov An-2 e Antonov An-26, o 711º Esquadrão de Helicópteros antitanque e o 713º Esquadrão de Helicópteros antitanque, ambos equipados com helicópteros francoiugoslavos Soko HN-42M Gama e o 780º Esquadrão de Helicópteros de Transporte, formado por helicópteros russos Mil Mi-8T, além de três helicópteros Soko HI-42 Hera, do comando do 2º Distrito de Sarajevo. Isso foi a base para a criação do 111º Regimento de Helicópteros, baseado em Zalužani e formado pelo 711º Esquadrão de Helicópteros antitanque, equipado com os helicópteros Soko HN-42M Gama e Soko HI-42 Hera e o 780º Esquadrão de Helicópteros de Transporte, equipado com os helicópteros russos Mil Mi-8T.
Outro esquadrão criado foi o 92º Esquadrão de Aeronaves Utilitárias Leves, formado por várias aeronaves aprendidas em aeroclubes na Bósnia. Eram utilizados diversas aeronaves como Antonov An-2, Utva 66, Utva 75, Zlin 526F, PZL-104 Wilga, Piper PA-18-150 Super Cub e Cessna 172. Estas aeronaves eram baseadas em Zalužani, Prijedor e Bratunac.
A defesa antiaérea da RV i PVO VRS eram formada pela 155ª Brigada de Mísseis Antiaéreos, realocada de Zagreb e Cerklje (Croácia) para Banja Luka em 1991, equipada com mísseis S-75M Volkhov e SA-75MK Dvina, pela 84º Regimento de Artilharia Antiaérea, pelo 172º Regimento de Mísseis Antiaéreos Autopropulsado, equipado com baterias 2K12 Kub e pelo 51º Batalhão de Reconhecimento.
Em 26 de julho de 1992, a Força Aérea da República Sérvia foi reestruturada, o 111º Regimento de Helicópteros foi extinto, e em seu lugar, foi criado a 92ª Brigada Mista de Aviação, formado por esquadrões de asa fixa e asa rotativa. No mesmo ano, o 711º Esquadrão de Helicópteros antitanque e o 708º Esquadrão de Helicópteros de Transporte se fundiram e criaram o 89º Esquadrão Misto de Helicópteros.

### Guerra da Bósnia
Durante a guerra, a Força Aérea da República Sérvia conduziu 17.316 ações, uma grande parte dessas ações foi na Operação Deny Flight. É importante citar que 18% das ações entre 27 de maio de 1992 e dezembro de 1995, eram voos de evacuação medica, num total de 3179 voos. Durante toda a guerra, 18 aeronaves foram perdidas, cinco J-22 Orao, seis J-21 Jastreb e dois Mi-8, resultado de fogo inimigo, ou acidentes.

### Pós-Guerra
Em março de 1996, o Exército da República Sérvia foi reorganizado, e a força aérea Bósnia-Sérvia foi rebatizada para Aviação e Defesa Aérea do Exército da República Sérvia (V i PVO VRS ou Vazduhoplovstvo i Protivvazdusna Odbrana Vojske Republike Srpske). Todas as unidades da Força Aérea foram reorganizadas e renumeradas. A 74ª Base Aérea foi renumerada para 874ª Base Aérea, a 92ª Brigada de Aviação se tornou 892ª Brigada Mista de Aviação e a 89ª Brigada Mista de Helicópteros se tornou 2ª Esquadrão Misto de Helicópteros. A 27º e 28º Esquadrões de Caça-Bombardeiro foram fundidos e criaram o 1º Esquadrão de Caça-Bombardeiro. O 92º Esquadrão de Aeronaves Utilitárias Leves foi dissolvido e as aeronaves foram distribuídas para os Aeroclubes de Banja Luka, Bratunac e Prijedor, somente duas aeronaves Utva 75 foram mantidas pela força aérea, para treino de pilotos. Segundo o Acordo de Florença, a República Sérvia estava autorizada e possuir 21 aeronaves de combate e seis helicópteros de combate. Com isso, a Força Aérea da República Sérvia teve que retirar de serviço quatro jatos de ataque J-21 Jastreb e desarmar seis helicópteros Soko HN-42M Gama.

### Fim da Força Aérea
Em 2004, a Força Aérea da República Sérvia contava com apenas 4000 militares, um esquadrão de caças bombardeiros, um esquadrão misto de helicópteros e um batalhão de artilharia antiaérea. Em 2006, o Exército da República Sérvia foi integrado as Forças Armadas da Bósnia e Herzegovina, sendo assim a Prvi Puk Vazduhoplovstva i Protiv Vazdušna Odbrana Vojske Republike Srpske (1ª P V i PVO VRS) foi integrada as Forças Armadas Bósnias. Os jatos foram todos armazenados, ou desmontados para peças de reposição para jatos do mesmo modelo que operam na Força Aérea Bósnia. Os pilotos desses jatos foram formados para pilotar helicópteros. O esquadrão misto de helicópteros foi retirado de serviço. O batalhão de artilharia antiaérea mantem-se em serviço, tendo o seu batalhão de reconhecimento aéreo e o Batalhão de suporte logístico continuado em Banja Luka, já o batalhão de mísseis antiaéreos foi rebatizado para Sarajevo. 17 aeronaves de asa fixa da antiga Força Aérea da República Sérvia foram oferecidas para venda, a única interessada foi a Sérvia, que comprou sete jatos de ataque J-22 Orao e um Soko G-4 Super Galeb.

## Organização
Ubdina
- 105ª VB (Vazduhoplovna Brigada - Brigada de Aviação).
  - 249º IBaE "Kobre"(Lovačko Bombarderska Eskadrila - Esquadrão de Caça-Bombardeiro "Cobra")
  - 251º IBaE "Pume" (Lovačko Bombarderska Eskadrila - Esquadrão de Caça-Bombardeiro "Puma")
  - 728º MHE (Mešovita Helikopterska Eskadrila - Esquadrão Misto de Helicópteros)

Banja Luka
- 92ª MABr (Mješovita Avijacijska Brigada - Brigada Mista de Aviação)
  - 238º IBaE "Risovi Vrbasa" (Lovačko Bombarderska Eskadrila - Esquadrão de Caça-Bombardeiro "Linces de Vrba")
  - 252º IBaE "Kurjaci sa Ušća" (Lovačko Bombarderska Eskadrila - Esquadrão de Caça-Bombardeiro "Lobos da Boca do Rio")
  - 92º LEVN (Laka Eskadrila Višestruke Namjene - Esquadrão de Aeronaves Utilitárias Leves)
  - 89º MHE (Mešovita Helikopterska Eskadrila - Esquadrão Misto de Helicópteros)

## Aeronaves
| Aeronave             | Origem              | Tipo                               | Designação | Quantidade |
| -------------------- | ------------------- | ---------------------------------- | ---------- | ---------- |
| Soko J-21 Jastreb    | Iugoslávia          | Ataque/Caça                        | J-21       | 11         |
| Soko J-22 Orao       | Iugoslávia          | Ataque/Caça/Reconhecimento (IJ-22) | J-22 IJ-22 | 7          |
| Soko G-4 Super Galeb | Iugoslávia          | Treino/Ataque                      | G-4        | 1          |
| Utva 75              | Iugoslávia          | Treino                             | V-53       | 2          |
| Soko Gama            | França · Iugoslávia | Ataque/Utilitario                  | HN-42M     | 19         |
| Soko Hera            | França · Iugoslávia | Ataque/Utilitario                  | HI-42      | 3          |
| Mil Mi-8             | União Soviética     | Transporte                         | Mi-8T      | 11         |

## Referencias
- Força Aérea da República Sérvia (inglês)